# Números afortunados de Euler
Los números "afortunados" de Euler son enteros positivos n que cumplen la condición de que para todos los enteros k tales que 1 ≤ k < n, el polinomio k2 − k + n produce un número primo. Cuando k es igual a n, el valor no puede ser primo, ya que n2 − n + n = n2 es divisible por n. Como el polinomio se puede escribir como k (k−1) + n, usando los enteros k con −(n−1) < k ≤ 0 se produce el mismo conjunto de números que con 1 ≤ k < n. 

## Polinomio "primo" de Euler
Leonhard Euler halló en 1772 el polinomio:
| k2 − k + 41 |
que produce números primos para todos los valores enteros de k del 1 al 40. Solo existen 6 números afortunados de Euler: 2, 3, 5, 11, 17 y 41 (sucesión A014556 en OEIS). 
Los primos de la forma k2 - k + 41 son 
41, 43, 47, 53, 61, 71, 83, 97, 113, 131, 151, 173, 197, 223, 251, 281, 313, 347, 383, 421, 461, 503, 547, 593, 641, 691, 743, 797, 853, 911, 971, ... (sucesión A005846 en OEIS).

## Númerosafortunadosy númerosde la suerte
Los conceptos "número afortunado de Euler" y "número de la suerte" tienen nombres que pueden llevar a confundirlos, pese a que sus definiciones matemáticas no guardan entre sí ninguna relación directa (los números de la suerte son un conjunto infinito, y se generan por un algoritmo de tamizado). De hecho, el único número que es tanto de la suerte como afortunado es el 3, ya que todos los demás números afortunados son congruentes con 2 módulo 3, pero ningún número de la suerte es congruente con 2 módulo 3.